# Eristena melanolitha
Eristena melanolitha là một loài bướm đêm trong họ Crambidae.